# إيرو بالم
إيرو بالم (بالإنجليزية: Eero Palm)‏ (من مواليد 21 يونيو 1974 في تالين) وهو مهندس معماري إستوني.
درس بالم في جامعة تالين للعلوم التطبيقية في قسم الهندسة المعمارية. تخرج من الجامعة في عام 1996.
يعمل بالم في البرج المعماري بالم أي يو.
تشمل أعمال بالم قاعة الرياضة «أي ال كوج» في تارتو ومبنى المكاتب في شارع ميستري والقاعة الرياضة الجديدة في بارنو. بالإضافة إلى ذلك ، قام بالم بتصميم العديد من المنازل العائلية. في عام 2006 ، حصلت شركة بالم على جائزة المبني الحديدي عام 2006 لقاعة أي ال كوج الرياضية. بالم عضو في اتحاد المهندسين المعماريين الإستونيين.

## أعماله
- محطة الغاز الغربية في هابسالو ، 1996 (مع عين بادريك)

- منزل أسرة في ماريجيمي، 2000 (مع كرستني ألاما)

- فندق راديسون ساس ، 2001 (مع فيلين كونابو ، عين بادريك ، مارجوس مايست)

- منزل أسرة في هابينيمي، 2001

- محكمة نارفا ، 2004

- مبنى إداري في شارع ميستري ، 2004

- القاعة الرياضة أي ال كوج في تارتو عام 2006.

- المبنى الجديد لكلية تكنولوجيا المعلومات الإستونية ، 2008

- مركز أوريجا للتسوق بساريما ، 2008

- قاعة بارنو الرياضية ، 2009